# Колінс Нгаха
Ко́лінс Нга́ха (англ. Colins Strobel Ngaha Poungoue, нар. 26 квітня 1981, Камерун) — камерунський футбольний тренер та футболіст, що виступав у півзахисті та нападі. Відомий насамперед завдяки виступам у складі алчевської «Сталі», «Ністру» (Атаки) та вінницької «Ниви-В». У червні 2017 року отримав українське громадянство.

## Життєпис
Наприкінці жовтня 2016 року, після звільнення Юрія Солов'єнка та усього його тренерського штабу, Колінс Нгаха обійняв посаду виконуючого обов'язки головного тренера «Ниви-В».

## Досягнення
Командні трофеї
- Бронзовий призер чемпіонату Молдови (2): 2006/07, 2007/08
- Фіналіст Кубка Молдови (2): 2006/07, 2007/08
- Фіналіст Кубка Камеруну (1): ????
- Срібний призер першої ліги чемпіонату України (1): 2012/13
- Бронзовий призер першої ліги чемпіонату України (2): 2010/11, 2013/14

Індивідуальні досягнення
- Найкращий футболіст чемпіонату Молдови (1): 2007/08[5]